# 名誉代表
名誉代表（めいよだいひょう）とは国際機関や公的機関ほか文化人団体、研究会組織で見られる名誉職たる代表の職名または称号である。類似の名称に名誉総代や名誉リーダーがある（いずれも本項で解説）。

## 名誉代表

### 国際連合難民高等弁務官の出先機関における名誉代表
名誉代表は国際連合の機関の一つ、国際連合難民高等弁務官事務所が各国単位で任ずる役職のひとつ。 日本では1977年（昭和52年）に日本赤十字社名誉社長でもある島津忠承が国連難民高等弁務官駐日名誉代表に就任している。

### 赤十字国際委員会の出先機関における名誉代表
赤十字国際委員会でも各国に定めた駐在事務所に名誉代表を置いている。日本では1954年（昭和29年）から在日朝鮮人の帰還事業にも奔走し、1962年（昭和37年）から日本スイス協会副会長も務め、後に勲二等瑞宝章に叙勲されたスイス人、ハリー・カール・アンクストが就任していたことが知られている。また、赤十字国際委員会駐日事務所をめぐっては、1996年（平成8年）、在ペルー日本大使公邸占拠事件が発生した際、日本国内から被害者への義援金が本来の受付先である日本赤十字社ではなく、赤十字国際委員会駐日事務所にも殺到し、名誉代表のマルコ・A・クリベリが不在であったことから事務が混乱したことが当時報道されたことがある。

### 文化人団体における名誉代表
文化人らで構成する団体では、研究会組織で名誉代表を置く例があり、1993年（平成5年）、金森久雄が名誉代表を務める日本海圏経済研究会が創知社から『環日本海交流事典』を刊行し、ロシア、中国、北朝鮮、韓国、モンゴルなど海外事情の専門家が対外経済交流の実情や主要プロジェクトなどについて執筆、編纂したことが報じられた。
また、書道家らでつくる全日本書芸文化院でも名誉代表を定め、書家で元毎日書道展参与会員でもある田上帯雨が就任していたほか、劇団では東海地方初のプロ劇団うりんこ名誉代表で愛知大学短期大学部教授も務めたしかたしん、著作家らの団体では日本労働ペンクラブ名誉代表の矢加部勝美、歴史研究団体としては、江戸時代の商人・測量家である伊能忠敬の生涯や足跡を研究し講演活動を行っている伊能忠敬研究会名誉代表の渡辺一郎らがいる。

## 名誉総代

### 神社の氏子集団における名誉総代
なお、神道の氏子集団の総代を退いた人物に与えられる栄誉職、称号として名誉総代がある。

## 名誉リーダー

### 民間団体における名誉リーダー
また、名誉代表に類似する職名として名誉リーダーがある。一例としては、健康マスター検定の主催元である一般社団法人日本健康生活推進協会が著名人を健康づくりのPR活動を担う「健康マスター名誉リーダー」として委嘱したのがその例である。主な就任者としては、タレント・歌手・グラビアアイドルの大島麻衣、俳優（女優）の杉田かおる、タレント・歌手・俳優でリポーターでもある山口良一、俳優・ダンサーの進藤学がいる。

### 文献資料
- 大倉精神文化研究所編『大倉邦彦伝』（大倉精神文化研究所、1992年）

### 報道資料
- 『毎日新聞』2000年7月10日東京夕刊
- 『読売新聞』1974年9月14日朝刊
- 『読売新聞』1977年7月30日朝刊
- 『読売新聞』1993年7月20日東京朝刊
- 『読売新聞』1996年12月2日東京朝刊
- 『読売新聞』2003年12月11日中部朝刊
- 『読売新聞』2010年4月26日西部朝刊佐賀版
- 『読売新聞』2010年12月12日東京朝刊

### インターネット資料
- 一般社団法人日本健康生活推進協会ウェブサイト「健康マスター名誉リーダー、誕生」